# Dalovice (okres Mladá Boleslav)
Dalovice jsou obec v okrese Mladá Boleslav ve Středočeském kraji. Rozkládá se asi dva kilometry severozápadně od Mladé Boleslavi. Žije v ní 266 obyvatel. Součástí obce je i vesnice U Česany.

## Historie
První písemná zmínka o vesnici pochází z roku 1398.

### Územněsprávní začlenění
Dějiny územněsprávního začleňování zahrnují období od roku 1850 do současnosti. V chronologickém přehledu je uvedena územně administrativní příslušnost obce v roce, kdy ke změně došlo:
- 1850 země česká, kraj Jičín, politický i soudní okres Mladá Boleslav[4]
- 1855 země česká, kraj Mladá Boleslav, soudní okres Mladá Boleslav[4]
- 1868 země česká, politický i soudní okres Mladá Boleslav[4]
- 1939 země česká, Oberlandrat Jičín, politický i soudní okres Mladá Boleslav[5]
- 1942 země česká, Oberlandrat Praha, politický i soudní okres Mladá Boleslav[6]
- 1945 země česká, správní i soudní okres Mladá Boleslav[7]
- 1949 Pražský kraj, okres Mladá Boleslav[8]
- 1960 Středočeský kraj, okres Mladá Boleslav[9]

Od 1. ledna 1980 do 23. listopadu 1990 byla obec součástí města Mladá Boleslav.

### Rok 1932
Ve vsi Dalovice s 1516 obyvateli v roce 1932 byly evidovány tyto úřady, živnosti a obchody: 2 sbory dobrovolných hasičů, bednář, cihelna, hydrocentrála, 5 hostinců, 2 kapelníci, kolář, kovář, krejčí, obchod s mlékem, mlýn, obuvník, palivo, pekař, 2 pokrývači, porodní asistentka, povozník, přádelna česané příze, 12 rolníků, řezník, 4 sadaři, sladovna, 8 obchodů se smíšeným zbožím, spořitelní a záložní spolek, 5 trafik, truhlář, 2 velkostatky, 2 zahradnictví.

## Doprava
Obcí prochází silnice II/259 Mladá Boleslav – Dubá. Okrajem katastrálního území vede železniční trať Praha – Turnov a železniční trať Mladá Boleslav – Stará Paka, ale stanice ani zastávka zde není. Nejblíže obci je železniční stanice Mladá Boleslav hlavní nádraží ve vzdálenosti dva kilometry. Západním cípem území vede také železniční trať Mladá Boleslav – Mělník, na které bývala dalovická zastávka.
V obci zastavovaly v pracovních dnech května 2011 příměstská autobusová linka Mladá Boleslav – Katusice – Bělá pod Bezdězem,Bezdědice (devět spojů tam, deset spojů zpět, dopravce TRANSCENTRUM bus) a linka Městské hromadné dopravy Mladá Boleslav č. 60.

## Pamětihodnosti
- Kostel svatého Michaela

## Rodáci
Miloslav Mansfeld (1912–1991), pilot 111. stíhací perutě RAF a pilot 68. noční stíhací perutě RAF, letecké eso